# اس‌اس‌جی‌کوبی
تایریک سولومون پلرن (به انگلیسی: Tyreek Solomon Pellerin؛ زادهٔ ۲ دسامبر ۲۰۰۳) که بیشتر با نام اس‌اس‌جی‌کوبی (به انگلیسی: SSGKobe) شناخته می‌شود، رپر و خواننده-ترانه‌پرداز آمریکایی می‌باشد. وی در سال ۲۰۲۱ با تک‌آهنگ «ترکس» که در تیک‌تاک ویروسی شد، به شهرت دست یافت. همچنین از طریق همکاری‌های متعددی که با کارگردان موزیک ویدئو کول بنت داشته مورد توجه رسانه‌ها قرار گرفته‌است.